# 神户市水科学博物馆

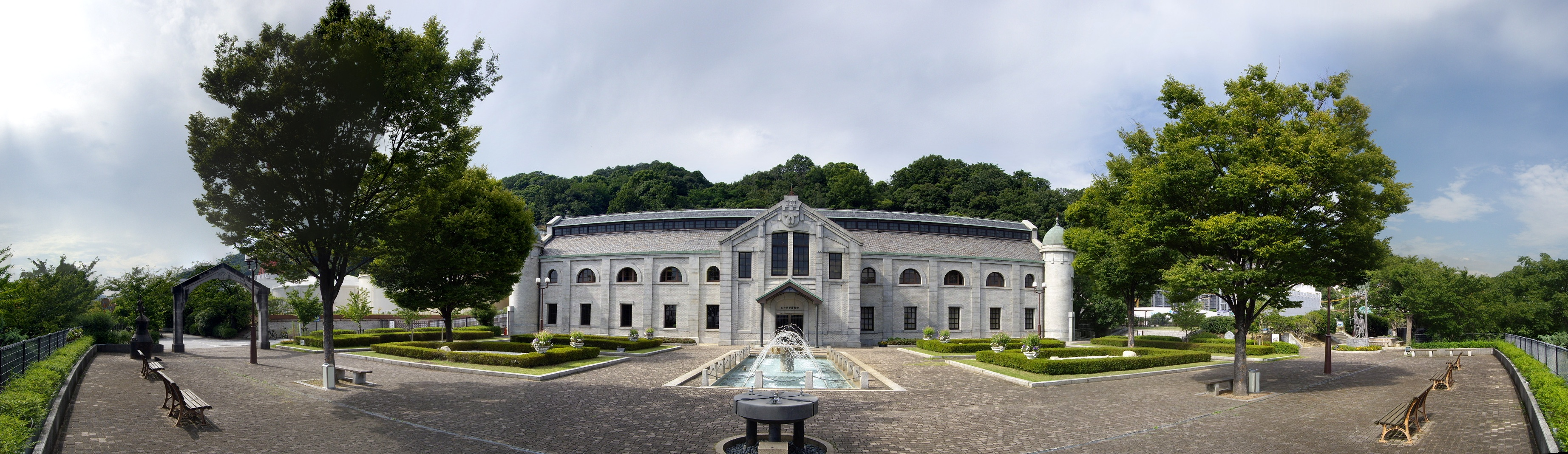

34°41′38″N 135°10′33″E / 34.69389°N 135.17583°E
神戶市水科学博物館（日语：／ Kōbeshi mizunokagaku hakubutsukan）是日本兵庫県神戶市兵庫区的一个科学館，位于六甲山麓，德国文艺复兴风格建筑。该建筑原名奥平野浄水場旧急速濾過場上屋，于1917年（大正6年）竣工，是神戶水道（引水管）的配套工程，开始了神戶市近代的給水事业。
1990年，由日本建築学会推动，为纪念神戶市水道給水開始90周年，保存活用该建筑，在此开设神戶市水科学博物館。馆内设有3D剧场、图书室等。1998年指定为登録有形文化財。

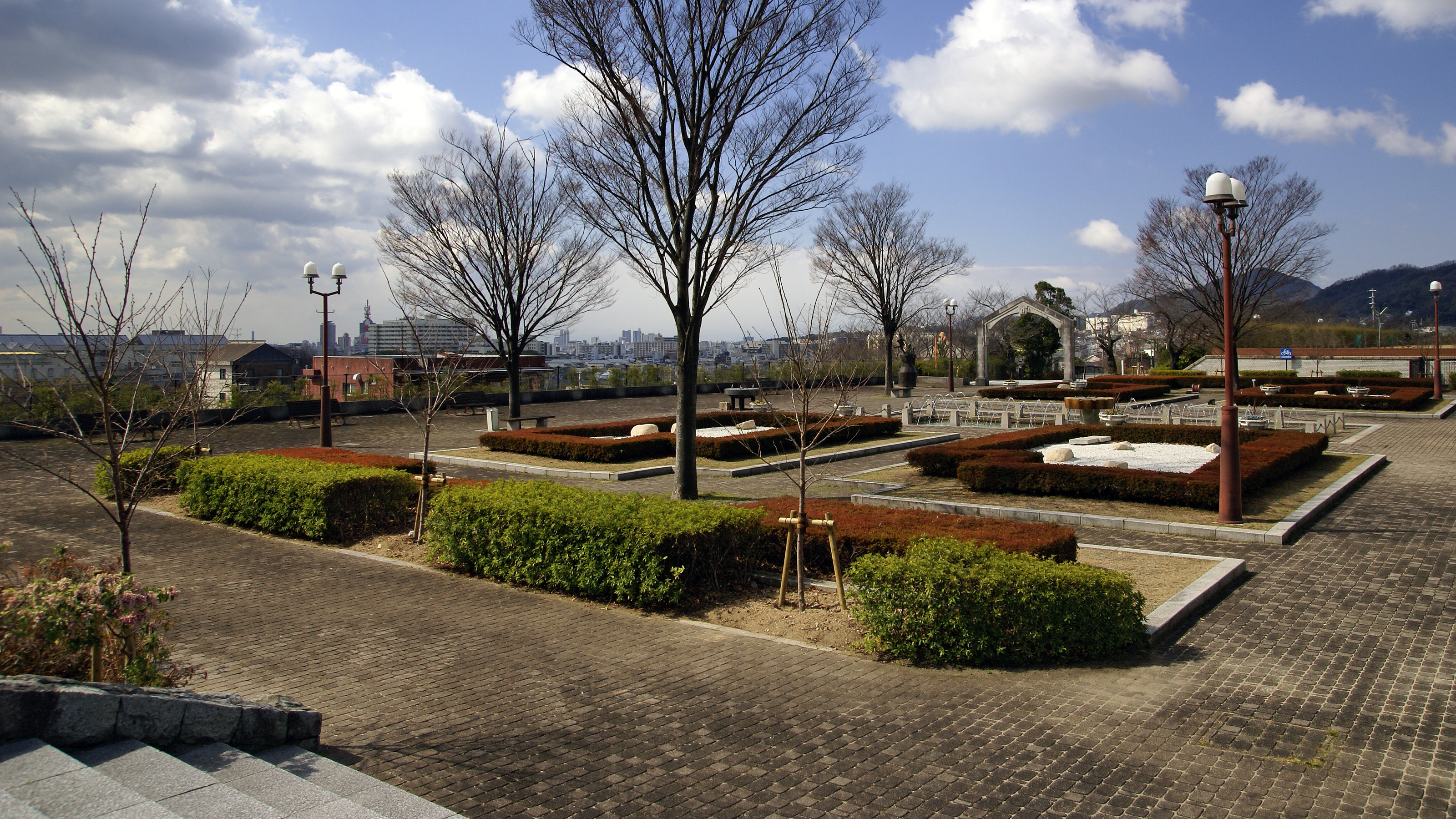
前庭
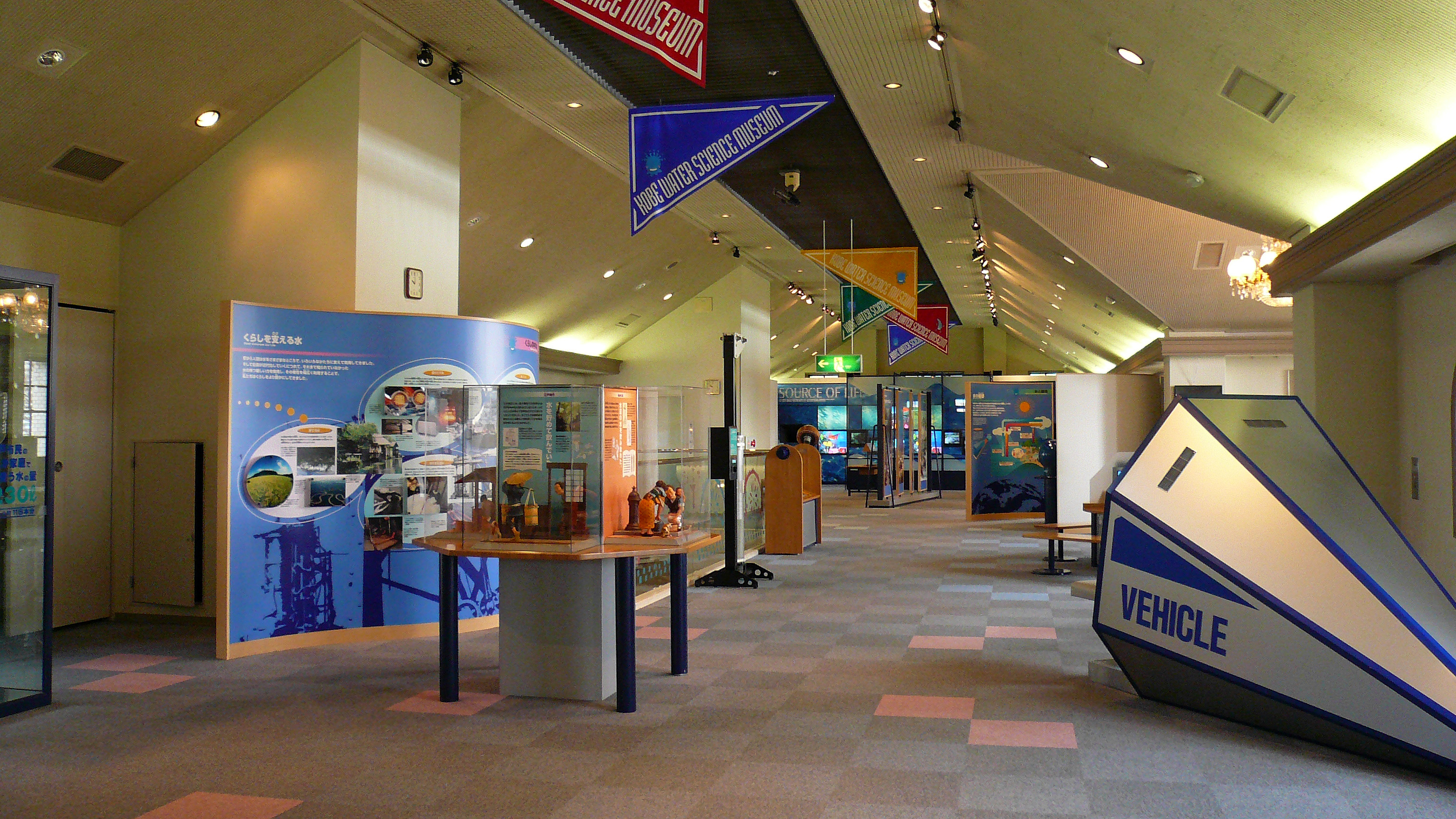
2F館内
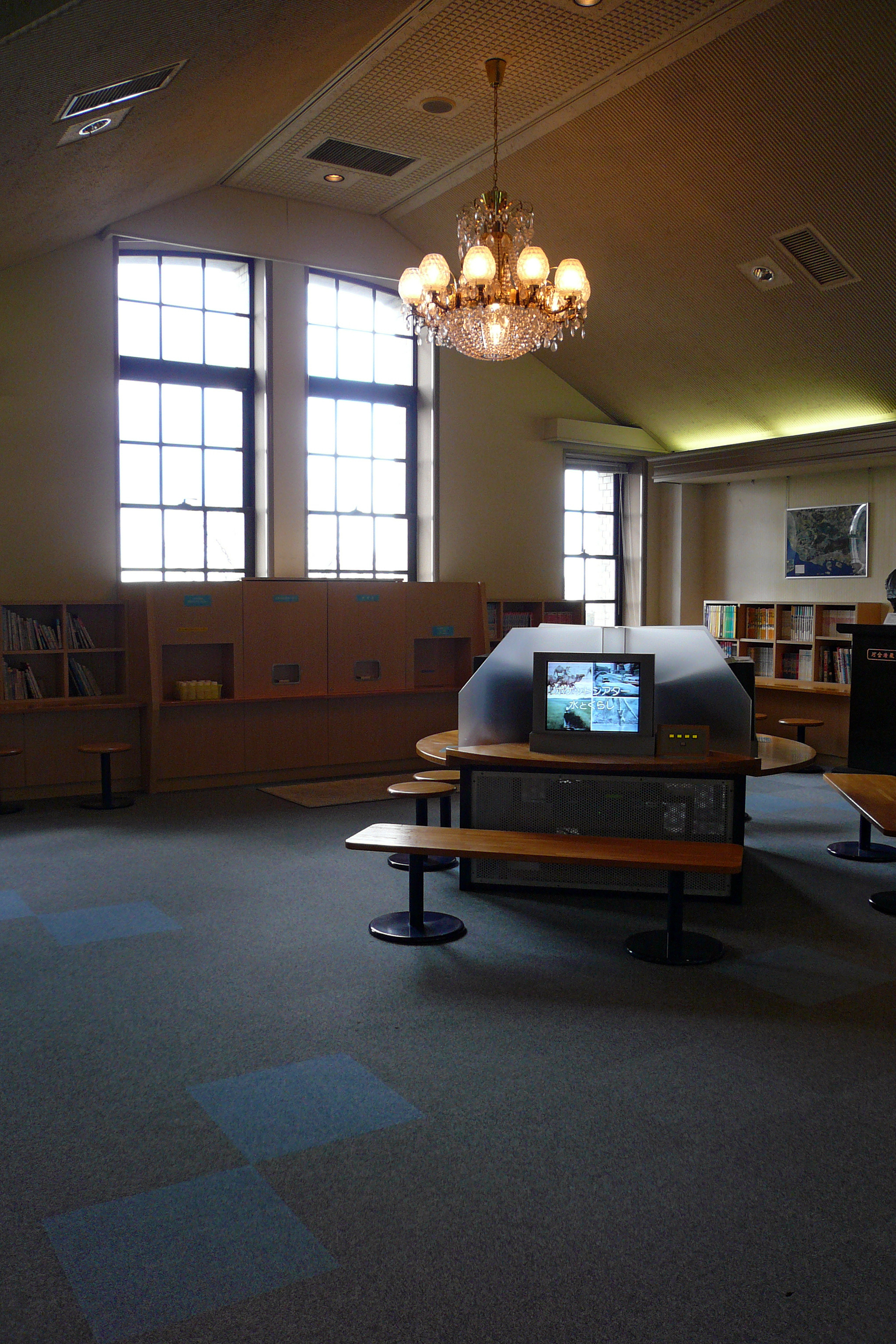
2F图书室
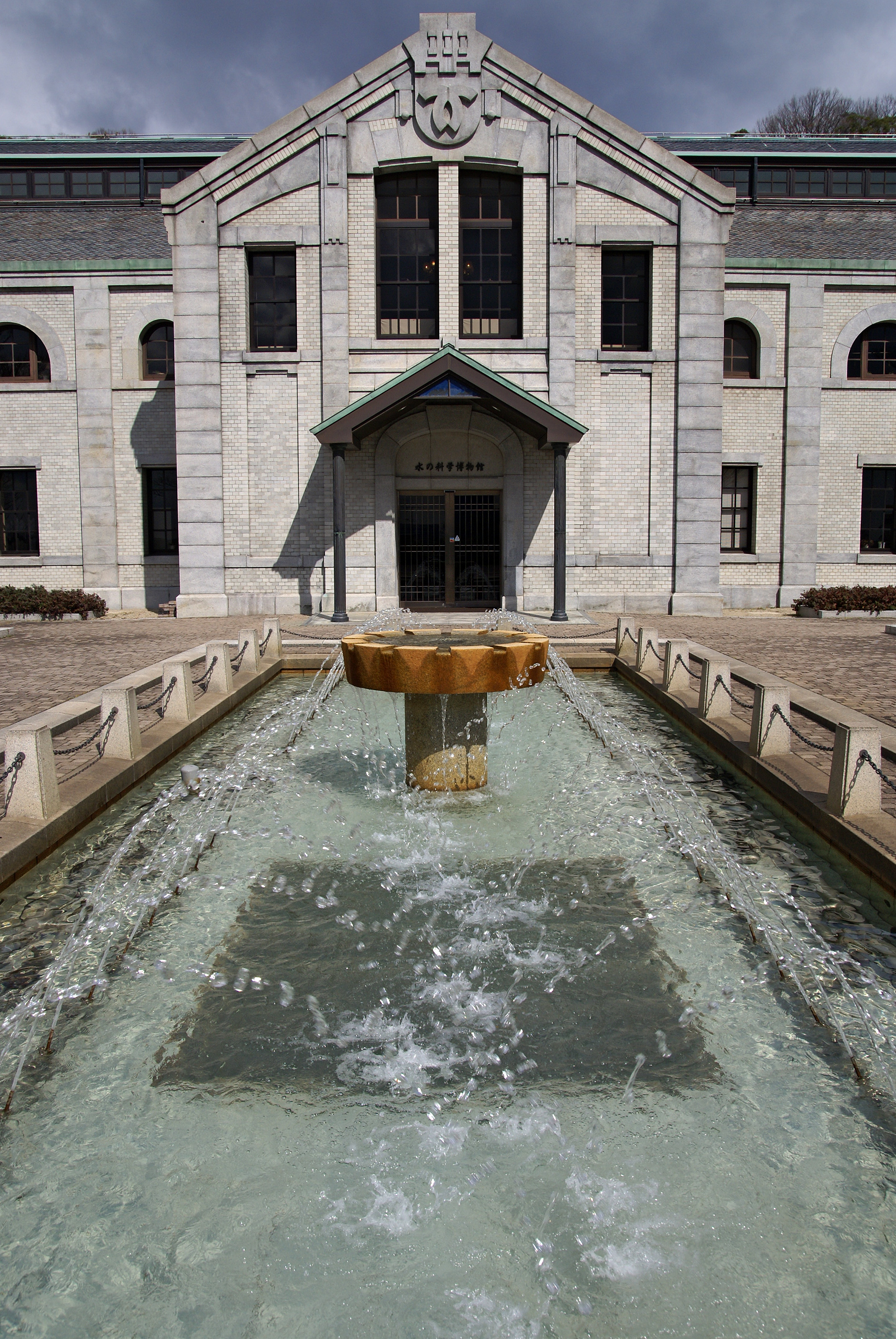
玄関前噴水